# پارک ملی لوپه
پارک ملی لوپه
این مکان در سال ۲۰۰۲ در میراث جهانی یونسکو به ثبت رسید.

## بوم‌شناسی
پارک ملی لوپه نسبت به بقیه مناطق گابن آب و هوای خشک دارد و در سایه باران توده چایلو قرار دارد. علاوه بر این، یک نوار کم بارندگی در امتداد رودخانه Ogooué وجود دارد. در نتیجه، چشم‌انداز شامل موزاییک پیچیده‌ای از جنگل‌های بارانی متراکم استوایی و ساوانا است. مرز (به نام اکوتون) بین دو زیستگاه از آخرین عصر یخبندان تغییر کرده است، با گسترش جنگل‌های بارانی به داخل ساوانا، اگرچه آب و هوای خشک اجازه داده است اکوسیستم ساوانا در شمال پارک باقی بماند.
به دلیل محیط پیچیده، پارک ملی دارای تنوع زیستی غیرعادی بالایی در بسیاری از گونه‌ها است. بیش از ۱۵۵۰ گونه گیاهی تا به امروز ثبت شده است و بسیاری از مناطق پارک هنوز به‌طور کامل کاوش نشده‌اند. در بررسی حلزون‌های زمینی در پارک، ۷۴ گونه از ۱۲ خانواده مختلف یافت شد. این پارک همچنین زیستگاه حیاتی پلنگ را فراهم می‌کند و از جمعیت‌های سالم گونه‌های طعمه خود از جمله گراز رودخانه قرمز، بوفالو جنگلی آفریقایی و موش نیشکر محافظت می‌کند. دیگر گونه‌های پستانداران موجود در این قسمت شامل پانگولین غول پیکر در حال انقراض و پانگولین درختی هستند که اغلب در لانه‌های مشترک باگونه خفاش Microchiroptera.

## تاریخ بشر

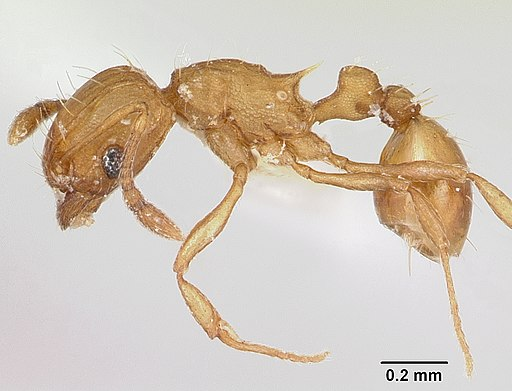
مورچه آتشین یک گونه مهاجم است که مقصر کاهش تنوع گونه‌ها، حشرات درختی و از بین بردن جمعیت عنکبوتیان است

پارک ملی لوپه و اطراف آن شواهدی از اشغال تقریباً مداوم انسان در ۴۰۰۰۰۰ سال گذشته دارد. دره رودخانه Ogooué بسیار کمتر از اطراف آن جنگلی است، و یک چشم‌انداز باز ایجاد می‌کند که ممکن است به عنوان یک راهرو و مسیر مهاجرت از ساحل به داخل آفریقا استفاده شده باشد. قدیمی‌ترین ابزارهای عصر حجر که در حال حاضر شناخته شده‌اند، در الارمکورا در منطقه مرکزی دره، علاوه بر چندین مکان باستان‌شناسی دیگر عصر حجر کشف شدند. در دوران نوسنگی، بین ۳۵۰۰ تا ۲۰۰۰ سال پیش، مردم بانتو ممکن است در طول گسترش بانتو از این دره استفاده کرده باشند. بقایای تبرهای سنگی صیقلی و سفال بر جای مانده است. در آن زمان دهکده‌های کوچکی بر روی تپه‌ها با چاله‌های زباله بزرگ ساخته شد. بعدها، زمانی که آهن‌کاری در حدود ۲۰۰۰ سال پیش در دره ظاهر شد، روستاهای بالای تپه بزرگ‌تر شدند، با کوره‌های آهن در مجاورت، و کشاورزی شروع به رونق کرد. اگرچه بیش از ۱۶۰۰ سنگ نگاره مربوط به زمان آغاز آهن‌کاری کشف شده است، اما به نظر می‌رسد که دره بین سال‌های ۶۰۰ تا ۱۲۰۰ پس از میلاد متروکه شده است، قبل از اینکه در قرن‌های ۱۴ و ۱۵ توسط مردم اوکاندای کنونی سکنه شود.

## گردشگری و حفاظت
این پارک شامل یک ایستگاه تحقیقاتی کوچک به نام میکونگو است که توسط انجمن جانورشناسی لندن اداره می‌شود، مستقر در روستای معروف به میکونگو، که نام خود را از آنجا گرفته است. زیرساخت‌هایی برای پذیرایی از گردشگران در پایگاه وجود دارد، از جمله چندین کلبه و یک اتاق غذاخوری بزرگ در فضای باز، که جنگل بارانی تنها پنج متر از آن فاصله دارد. این پارک همچنین میزبان مرکز آموزشی CEDAMM، یک مرکز آموزش بین‌المللی حفاظت از حیات وحش است.
به دلیل تغییرات آب و هوایی جهانی، اکوسیستم جنگلی متراکم در حال گسترش به اکوسیستم ساوانا در شمال است که منجر به از بین رفتن تنوع زیستگاهی در پارک می‌شود. در نتیجه، سوختگی کنترل شده سالانه ساوانا در پارک انجام شده است تا تجاوز به پوشش گیاهی جنگل را کاهش دهد و پوشش گیاهی مورد نیاز برای رژیم غذایی گاومیش جنگلی را فراهم کند.